# Arcabús

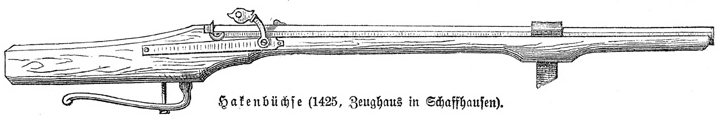
Arcabús primitiu de metxa en un gravat alemany del s. XVI

L'arcabús és una arma de foc per a infanteria emprada del segle xv al xvii. És el predecessor del mosquet, el fusell (arma) i altres armes de foc llargues. Als Països Catalans primer s'emprà l'espingarda o escopeta.
El primer ús documentat del terme arcabús es remunta a 1364, quan el senyor de Milà Bernabò Visconti va reclutar 70 archibuxoli, encara que potser, en aquest cas, el terme arcabús s'usa aquí com a sinònim d'escopeta, ja que l'arcabús es va desenvolupar més endavant.
Habitualment un arcabús estava format per un canó de ferro d'ànima llisa d'aproximadament un metre de longitud, muntat sobre una fusta acanalada anomenada cep o caixa, l'extrem de la qual, per on es recolzava a l'espatlla, es deia culata. Es carregava per la boca del canó, el qual tenia a la part posterior un orifici, per on es provocava la ignició de la pólvora. El mecanisme per a disparar s'anomenava pany. Al principi aquest consistia en pany de metxa, muntat al cap d'una tija en forma de essa, el serpentí, que es davallava mitjançant una cordeta o amb una molla o ressort activat per un gallet o clau (arcabús de metxa). El desenvolupament del pany de metxa i dels canons de petit calibre de ferro, material més barat i comú que el bronze va revolucionar els exèrcits, amb la implantació massiva de les armes de foc durant el segle xvi. Més endavant es van desenvolupar diferents tipus de pany, emprant una pedra de sílex posada al cap d'una peça anomenada ca que es feia fregar o percudir prop del fogó contra una pedra de pirita, es fregava contra una roda dentada en l'arcabús de roda o percudia contra el rastell en l'arcabús pedrenyal).
La ignició es provocava en el fogó o cassoleta, una petita cavitat que es carregava de pólvora fina protegida per un cobertor. La pólvora del projectil es carregava amb un recipient anomenat flascó i la del fogó, amb un flasquillo; després, s'empraren càrregues de bala i pólvora preparades que es duien penjades a una bandolera. La pólvora i la bala es ficaven fins al fons de l'ànima amb un carregador i es pitjava amb una baqueta.
La versió més primitiva d'arcabús pesava fins a 20 kg i calia recolzar-lo a terra amb un suport, anomenat forca. Els més reforçats portaven una forqueta incorporada al cep amb un peu curt per ficar-lo a sobre d'un parapet i es carregaven amb un mascle (arcabús de posició). Les versions posteriors reduïren el pes a uns 6 o 7 kg i es podien recolzar a l'espatlla. L'abast útil de l'arcabús no superava els 50 m de distància, però el seu maneig era molt senzill, raó per la qual va substituir ràpidament la ballesta allà on aquesta no havia estat substituïda ja per l'espingarda. Tenia una cadència de tir baixa (dos o tres tirs per minut) i s'escalfava molt ràpidament.
La primera acció important on els arcabussos tingueren un paper important fou la batalla de Pavia, el 1525, on la derrota dels cavallers francesos fou provocada en bona part pel foc concentrat dels arcabussers. Posteriorment van tenir un paper destacat en moltes de les accions d'espanyols i portuguesos durant la conquesta d'Amèrica i l'exploració d'Àfrica.

## Instruccions del seu ús
Hi ha diverses obres que tracten de l'ús de l'arcabús publicades en l'època en què encara mantenia la seva vigència com a arma.